# Општина Порумбени (Харгита)
Порумбени (рум. Porumbeni) општина је у Румунији у округу Харгита.
Oпштина се налази на надморској висини од 437 m.

## Становништво

### Хронологија
| Година       | 2004 | 2005 | 2006 | 2007 | 2008 | 2009 | 2010 | 2011 | 2012 | 2013 | 2014 | 2015 | 2016 | 2017 |
| ------------ | ---- | ---- | ---- | ---- | ---- | ---- | ---- | ---- | ---- | ---- | ---- | ---- | ---- | ---- |
| Становништво | 1707 | 1719 | 1740 | 1762 | 1774 | 1791 | 1805 | 1816 | 1821 | 1854 | 1853 | 1866 | 1885 | 1894 |